# Eligiusz Niewiadomski
Eligiusz Niewiadomski (né le 1er décembre 1869 et mort le 31 janvier 1923 à Varsovie) est un peintre moderniste et critique d'art polonais, membre de l'aile droite du parti Démocratie nationale jusqu'en 1904. En 1922, il assassine le premier Président polonais Gabriel Narutowicz peu après que celui-ci est entré en fonction.

## Biographie
Niewiadomski naît dans une famille originaire de la petite noblesse. Son père, Wincenty Niewiadomski, est un ouvrier, vétéran de l'insurrection de janvier. À l'âge de deux ans, Eligiusz perd sa mère Julia, et est élevé par sa sœur aînée, Cecylia. Après avoir obtenu son diplôme auprès d'une école de commerce en 1888, Niewiadomski déménage à Saint-Pétersbourg, où il poursuit ses études à l'Académie russe des beaux-arts. Il est diplômé avec mention en 1894, et remporte une bourse d'études à l'École supérieure des Beaux-Arts de Paris. Après son retour à Varsovie, il devient un étudiant de Wojciech Gerson, l'un des plus célèbres artistes polonais de l'époque.

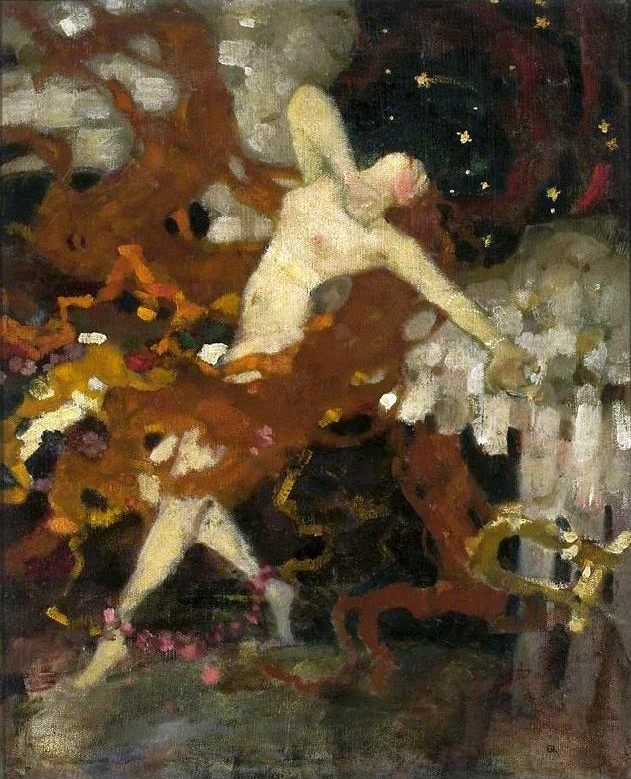
L'Ange de l'amour par Niewiadomski (vers 1900), Musée National de Varsovie

Après 1897, il enseigne le dessin à l'École polytechnique de Varsovie. Il collabore avec plusieurs magazines et journaux de Varsovie comme journaliste et critique d'art, ce qui lui apporte une notoriété considérable, surtout chez les artistes. Il s'implique dans divers mouvements artistiques, dont la "re-découverte" des montagnes des Tatras, qui à l'époque attire et inspire certains des plus célèbres peintres polonais, des poètes et des écrivains. Niewiadomski prépare et publie une carte des Tatras, l'une des premières cartes touristiques de la région. Il prépare aussi une série de cartes historiques de la Pologne, l'Album de l'Histoire de la Pologne (1899). Il s'emploie également à la réorganisation de la société artistique Zachęta. À l'aide de ses contacts, il promeut l'idée d'une section de l'Académie des Beaux-Arts de Varsovie. Toutefois, lorsque l'école est ouverte en 1903, Niewiadomski n'est pas invité à y enseigner.
Politiquement, Niewiadomski est un fervent nationaliste, partisan en particulier de la Ligue nationale. En 1901, il est arrêté par la police tsariste pour avoir diffusé des brochures de propagande nationaliste dans la Nation de Vistule depuis la Galicie. Bien que libéré après plusieurs mois passés dans la prison de Pawiak, il perd son emploi à l'École polytechnique et tombe dans la pauvreté, ce qui provoque une radicalisation de ses convictions politiques. Au cours de la guerre russo-japonaise, il soutient l'idée  de perpétrer des actes de sabotage anti-russes, ce qui lui vaut d'être exclu de la Ligue Nationale.
Pour vivre, Niewiadomski se met à enseigner l'art dans de nombreuses écoles et églises en Pologne. Il réalise des fresques à l'église Saint-Barthélémy de Konin. Cependant, les deux volumes de sa monographie Sur l'Art Médiéval se vendent mal, et Niewiadomski est sur le point d'être oublié par ses contemporains.
Après le déclenchement de la Première Guerre mondiale, il reste à Varsovie, où il publie des brochures et des affiches décrivant son point de vue sur le rôle de l'art. Il continue à enseigner l'histoire de l'art et la technique artistique dans diverses écoles. Le 1er mars 1918, il est nommé directeur de la peinture et de la sculpture au ministère de la Culture du Conseil de régence, un poste dont l'offre a été déclinée par de nombreux artistes.
Après que la Pologne a retrouvé son indépendance, Niewiadomski rejoint le ministère de la Culture nouvellement créé. En 1920, pendant la guerre soviéto-polonaise, il tente de rejoindre l'armée mais est refusé car trop âgé. Cependant, il est engagé par les services secrets polonais pour traduire des documents en langue russe. Durant les derniers mois de la guerre, il réussit à convaincre ses supérieurs de le transférer sur la ligne de front et il combat dans le régiment d'infanterie de la 5e Légion.
Démobilisé en 1921, Niewiadomski retourne au ministère de la Culture et poursuit son travail de commis. Mais le 8 novembre 1921, après que le gouvernement d'Antoni Ponikowski a refusé d'accorder un budget plus élevé au service où Niewiadomsky travaille, il démissionne de son poste. Il se consacre alors à l'écriture et prépare plusieurs monographies sur les 19e et 20e siècles, sur la peinture polonaise et sur la théorie de l'art. Il gagne alors sa vie en illustrant des livres.

## L'assassinat

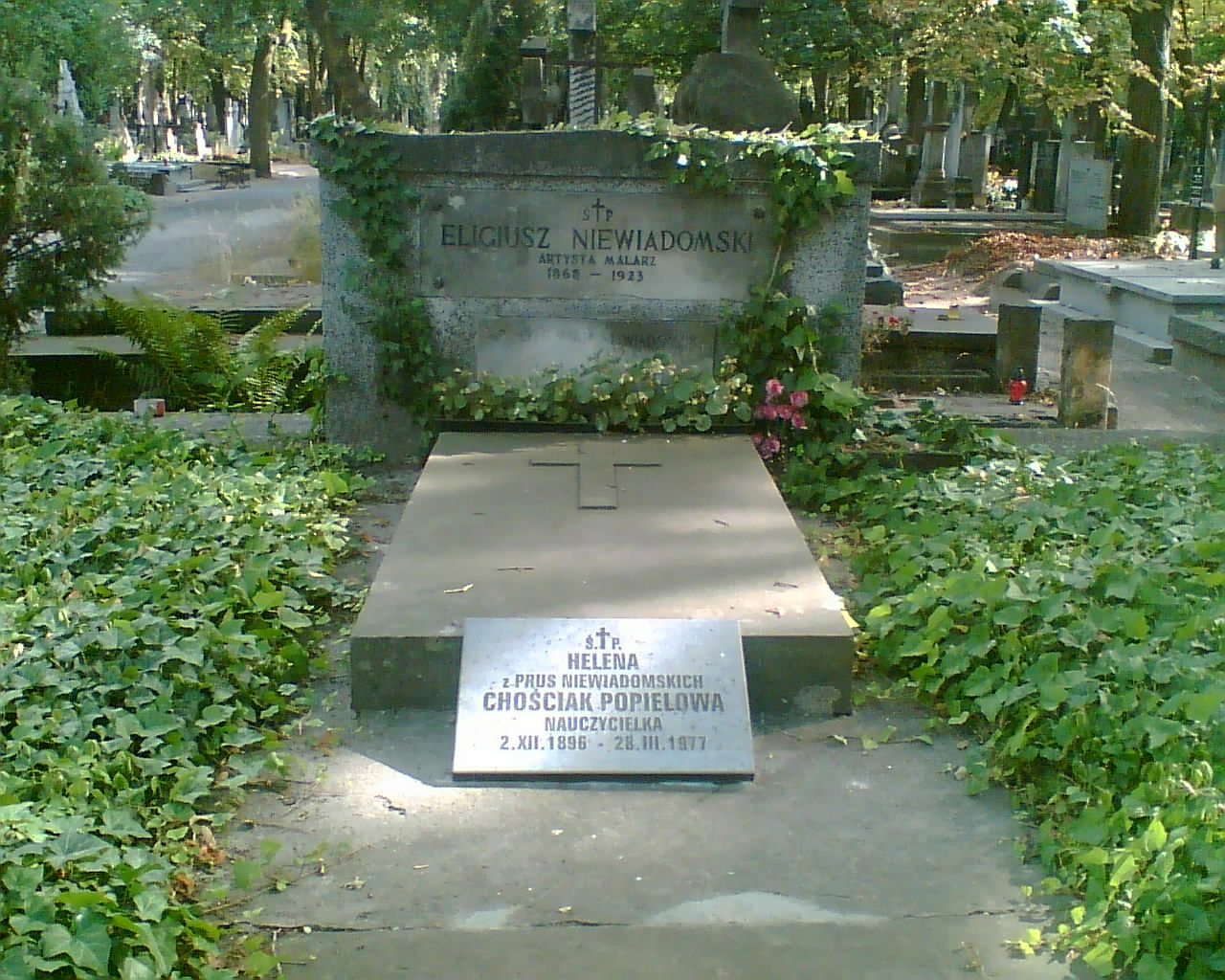
Tombe de Niewiadomski au cimetière de Powązki

Le 9 décembre 1922, Gabriel Narutowicz est élu premier président de la République de Pologne par l'Assemblée nationale. Après un débat houleux, la candidature de Narutowicz parvient à rassembler 289 voix, dont 113 votes des députés de différentes minorités nationales. Le candidat défait du Parti Démocratie nationale, Maurycy Zamoyski, rassemble 227 voix. Les nationaux-démocrates décident alors de boycotter le Président et déclarent qu'il a été élu par les Rouges, les Juifs et les Allemands plutôt que par les Polonais. C'est le début d'une période de troubles civils à Varsovie, où les partisans des idées nationalistes manifestent contre l'élection du Président.
Le 16 décembre 1922, le Président nouvellement élu assiste à l'ouverture d'une exposition d'art à la Galerie d'art Zachęta. Niewiadomski, invité habitué de telles rencontres, s'approche de Narutowicz et lui tire dessus. Arrêté le 30 décembre, il est condamné à mort et fusillé à la Citadelle de Varsovie le 31 janvier 1923. Son corps est inhumé au cimetière de Powązki.
Après son exécution, Niewiadomski reste une figure controversée. Ses obsèques sont suivies par 10 000 personnes. Il est dépeint par certains journalistes de droite comme un héros, mais la plupart des Polonais ne voient en lui qu'un meurtrier.